# Музыкальное приношение
«Музыкальное приношение» (нем. Das Musikalische Opfer), BWV 1079, — это цикл канонов, фуг и других музыкальных произведений, написанных И. С. Бахом, основанных на теме, продиктованной Баху прусским королём Фридрихом II, и посвящённых ему. Поскольку инструментовка почти нигде не указана Бахом, сегодня этот цикл можно услышать исполненным на самых разных инструментах.

## Музыка

### Королевская тема
История создания цикла началась в день встречи Баха с прусским королём Фридрихом II 7 мая 1747 года. Сын Баха, Карл Филипп Эммануил, с 1740 года работал клавесинистом в капелле короля, и через него Фридрих передал приглашение Иоганну Себастьяну. Как только Бах приехал, король сразу позвал его в потсдамский дворец, отменив концерт (он играл на флейте). Во время встречи Баху была показана новинка, пианофорте Зильбермана — ранняя разновидность фортепиано. У короля имелось несколько экземпляров этого инструмента. Бах, переходя из комнаты в комнату, импровизировал на них, а затем, желая удивить короля, попросил дать ему тему, чтобы тут же сочинить на неё фугу. Фридрих дал ему следующую тему (впоследствии названную королевской, или (лат.) Thema Regium):
Audio playback is not supported in your browser. You can download the audio file.
Получив тему, Бах незамедлительно сочинил на неё трёхголосную фугу. На просьбу сочинить шестиголосную фугу на ту же тему Бах ответил, что не всякая тема подходит для такой цели, и предложил свою тему. Однако позже он всё-таки исполнил и это желание короля.
Два месяца спустя Бах опубликовал цикл произведений на «Королевскую тему», который сейчас известен как «Музыкальное приношение». Бах озаглавил цикл так: «Regis Iussu Cantio Et Reliqua Canonica Arte Resoluta» (данная повелением короля тема и прочее, исполненное в каноническом роде) — акростих, первые буквы которого образуют слово ричеркар (старинное название фуги).

### Строение и инструменты
В окончательном виде «Музыкальное приношение» состоит из:
- Двух ричеркаров (изложены в виде партитуры):
  - шестиголосный ричеркар (фуга);
  - трёхголосный ричеркар (фуга);
- Девяти канонов;
- Канонической фуги;
- Четырёхчастной трио-сонаты с участием флейты, на которой играл Фридрих.

Исключая трио-сонату, написанную для флейты, скрипки и генерал-баса, в пьесах стоит мало указаний относительно инструментов, на которых их предполагается исполнять.
Обычно ричеркары и каноны играются следующим образом: ричеркары исполняются на клавишных инструментах, разными группами инструментов камерного ансамбля, в то время как каноны исполняются инструментами трио-сонаты. Но известны записи этого произведения на одном инструменте (фортепиано, клавесин) или, наоборот, в оркестрованном варианте.
В современном исполнении порядок следования пьес обычно таков: трёхголосный ричеркар — 6 канонов — каноническая фуга — шестиголосный ричеркар — 2 канона — трио-соната — канон.

### Музыкальные загадки
В оригинале некоторые каноны из «Музыкального приношения» представлены не более чем короткой одноголосной мелодией размером в несколько тактов, сопровождаемой более или менее загадочной фразой на латыни. Эти части произведения иногда называют загадочными канонами. Исполнитель должен разгадать загадку, правильно проинтерпретировав мелодию с надписью как многоголосное произведение. Было показано, что у некоторых загадок имеется не одно решение, хотя сегодня обычно публикуются более или менее стандартные решения, так что исполнитель может просто играть, не задумываясь о загадках автора.
Один из этих загадочных канонов, «in augmentationem» (то есть с увеличением длительности нот), подписан «Notulis crescentibus crescat Fortuna Regis» (пусть удача короля увеличится, как эти ноты), а модулирующий канон, заканчивающийся на тон выше, чем он начинался, надписан «Ascendenteque Modulatione ascendat Gloria Regis» (и пусть слава короля растёт по мере того как восходит модуляция). О том, как Фридрих воспринял посвящённое ему произведение, играл ли он его и пытался ли разгадать хоть одну загадку, мало что известно.

## Адаптации и цитаты XX века
«Ричеркар на 6 голосов» сам по себе был многократно аранжирован, наиболее известна аранжировка Антона Веберна, который в 1935 году представил версию для небольшого оркестра, известную своим стилем (все мелодические линии передавались от инструмента к инструменту после каждых нескольких нот, так что каждая нота получала свой тембровый оттенок). Одночастный концерт (Offertorium) С. Губайдулиной для скрипки с оркестром также основан на теме прусского короля (первое исполнение в первой редакции в 1981 году).